# Pungentella scabrella
Pungentella scabrella là một loài rêu trong họ Sematophyllaceae. Loài này được (Sande Lac.) Müll. Hal. mô tả khoa học đầu tiên năm 1905.